# Speocera ranongensis
Speocera ranongensis là một loài nhện trong họ Ochyroceratidae. Loài này phân bố ở Thailand.